# Mario Martelli (politico)
Mario Martelli (Milano, 9 gennaio 1838 – Milano, 6 febbraio 1915) è stato un avvocato e politico italiano.
Combattente sul Ticino nel 1859, al fianco dei mille nel 1860, con Garibaldi in Trentino nel 1866, ha esercitato la professione forense a Milano ed è stato il difensore d'ufficio dell'anarchico Gaetano Bresci.